# Serviciul de Informații și Securitate (Noua Zeelandă)
Serviciul de Informații și Securitate (în engleză New Zealand Security Intelligence Service, acronim NZSIS) este principala agenție națională de informații din Noua Zeelandă cu sediul în Wellington. Aceasta este responsabilă pentru furnizarea de informații și consultanță în domenii precum securitatea națională și informațiile externe. Serviciul este supravegheat de:
- ministrul securității naționale și informațiilor,
- comitetul parlamentar pentru informații și securitate,
- inspectorul general al informațiilor și securității.

NZSIS a fost înființat la 28 noiembrie 1956 cu scopul principal de a combate creșterea percepută a operațiunilor de informații sovietice în Australia și Noua Zeelandă. De atunci, puterile sale legale au fost extinse pentru a spori capacitățile de monitorizare și accesul în proprietăți private. Rolul său s-a extins și pentru a include combaterea terorismului, amenințărilor chimice, biologice și cibernetice.

## Misiune
NZSIS este o organizație civilă de informații și securitate. Rolurile sale declarate sunt:
- Să investigheze amenințările la adresa securității și să colaboreze cu alte agenții din cadrul Guvernului, astfel încât informațiile colectate să fie utilizate corespunzător și amenințările identificate să fie combătute.
- Să colecteze informații externe.
- Să furnizeze o gamă de sfaturi și servicii de securitate protejată pentru Guvern.[4]

Fiind o organizație civilă, mandatul NZSIS nu include aplicarea legii (deși are puteri limitate de a intercepta comunicațiile și de a percheziționa locuințe). Rolul său este să fie consultativ, oferind guvernului informații despre amenințările la adresa securității naționale sau a intereselor naționale. De asemenea, consiliază alte agenții guvernamentale cu privire la măsurile lor interne de securitate și este responsabilă cu efectuarea verificărilor pentru angajații guvernamentali care necesită autorizație de securitate. NZSIS este responsabilă pentru majoritatea lucrărilor guvernamentale de contrainformații.
În 2007 s-a raportat că NZSIS dorea să își extindă rolul în combaterea criminalității organizate.

## Organizare
Serviciul de Informații și Securitate are sediul în Wellington și sucursale în Auckland și Christchurch, cu un număr total de aproape 300 de angajați cu normă întreagă.
Directorul general al NZSIS raportează ministrului Serviciului de Informații de Securitate din Noua Zeelandă. Supravegherea independentă a activităților sale este asigurată de Inspectorul General pentru Informații și Securitate.
NZSIS este administrat de un director general. Până în 2024, Serviciul a avut opt directori:
- William Gilbert (1956–1976)
- Paul Molineaux (1976–1983)
- Lindsay Smith (1983–1991)
- Don McIver (1991–1999)
- Richard Woods (1999–2006)
- Warren Tucker (2006–2014)
- Rebecca Kitteridge (2014–2023)
- Andrew Hampton (2023–Prezent)